# 王菲
王菲（英語：Faye Wong，1969年8月8日—），香港女歌手、演员，曾用艺名王靖雯（英語：Shirley Wong）。王菲是跨越1990到2000年代最成功的亞洲歌手之一，不僅是首位包揽两岸三地音樂颁奖典礼“最佳女歌手”奖项的“大满贯”歌手 ，也是健力士世界紀錄認證「销量最高的粤語女歌手」和「销量最高的电子游戏主题曲」的纪录保持者。除了音樂事业，王菲主演的電影包括《重庆森林》、《天下无双》、《大城小事》及《2046》等也備受矚目。王菲亦是一位慈善家。她是嫣然天使基金的创立人之一，该基金用于救助唇腭裂儿童。

## 早年
1969年8月8日，王菲生於北京市北京协和医院。王菲祖父是王兆民，字墨林，嫩江省龍江縣人，畢業於北京大學國文系，曾任中華民國立法委員，1985年在台灣逝世。次子王佑林即是王菲的父親，是位煤炭工程師，母親夏桂影曾是煤礦文工團的女高音。因為文革影響，她15歲前跟隨母親姓，名為夏琳；15歲後改從父姓才叫王菲。有一兄長名為王弋。
王菲小学时被选入隶属中国中央电视台的银河少年电视艺术团，并成为领唱，該團還保留了她小時候胸戴紅領巾表演的影像資料。并以童星身份经常参加学校、街道、部队、工厂的各式文艺演出；曾获得在央视六一晚会独唱《小百灵之歌》的资格，并多次登上央视的舞台独唱，留下了演唱《大海啊故乡》等著名歌曲的影像资料。畢業於北京市东直门中学後，1987年，她高考考入厦门大学生物系后肄業并移居英屬香港，与在香港工作的父亲团聚。

## 音樂事業

### 早期
王菲的歌唱事業在中學時代開始顯露頭角。1985年，升入高中后的王菲受北京一家演艺公司邀请，录制了个人第一张磁带专辑《风从那里来》，专辑中的曲目全部都是鄧麗君歌曲的翻唱。尽管当时王菲的声线还十分稚嫩，但声音甜美动人，加上当时中国大陆又正风靡邓丽君的歌曲，因此这张专辑在大陆取得了十分可观的销量。于是同年唱片公司又邀请她录制了不再局限于邓丽君歌曲的第二张专辑《迷人的卡勒》，英文歌、日文歌均有涉獵。王菲之后的几年再陆续發行《记得我》、《邓丽君故乡情》、《舞会上的皇后》、《迷人小姐-王菲珍藏集》。
王菲在18歲移居香港後，原计划留学美国，需在香港居留1年获得身份。期间她以模特兒為業并到香港音樂教育家戴思聰門下學習流行音樂唱法。

### 1989年－1991年
王菲於1989年得到監制梁榮駿作曲，並邀請到填詞人林敏驄胞姐林敏怡編曲其處女作《仍是舊句子》，她利用此曲去參加「亞太金箏流行曲創作大賽」獲得銅獎並加入新藝寶唱片 （Cinepoly）公司。當年香港公司簽约中國大陸歌手的举动十分罕見，公司員工都覺得奇怪，甚至有宣傳部的人表示不會把她的歌拿去電台推廣。為迎合香港樂壇文化，公司為她起了藝名「王靖雯」（因三字人名在香港較為常見），英文名則是「Shirley」，並於同年11月推出首張同名專輯《王靖雯》。專輯貼合當時的樂壇風氣，採取傳統粵語流行歌的抒情風格，包含5首翻唱曲和5首原創曲；先前獲獎的《仍是舊句子》也收錄其中。專輯銷量不俗，突破3萬，獲得金唱片认证。
1990年推出兩張專輯《Everything》和《You're the Only One》後，王菲有了一定的知名度，也獲得首個香港樂壇獎項：香港商業電台「叱咤樂壇流行榜」的「叱咤女歌手銅獎」。此時她的音樂風格已經開始西方化，《You're the Only One》中翻唱了7首東洋、西洋的知名R&B曲目：三首日本女歌手EPO的歌曲和四首西洋歌手（包括黛安娜·罗斯和Karyn White等）的歌曲。改編Karyn White《Superwoman》的《多得他》成為她的經典曲目之一。
1991年，陳少寶調任遠東區工作，不再直接參與香港歌手事務，亦不再擔任王菲經紀人。當時接任王菲經紀人的陳健添認為來自大陸的王菲在香港沒有太大發展空間，便以200萬港幣的價格將王菲的合約转让給了台灣滾石唱片。1991年下半年，王菲離開香港歌壇，在歌手羅大佑安排下，遠赴美國接受滾石唱片培訓；期間由於王菲與羅大佑理念不合，羅大佑提前終結了與王菲的合約，王菲就此恢復了自由身。

### 1992年－1994年
1992年，王菲主動找到陳家瑛，希望她担任自己的經紀人。陳家瑛覺得王菲很有潛質就答應了，於是王菲回到新藝寶。這次她將英文名「Shirley Wong」改為「Faye Wong」，中文藝名仍是「王靖雯」。
同年8月13日，王菲推出第四張專輯《Coming Home》，其中翻唱自日本歌手千秋直美歌曲《口紅》的《容易受傷的女人》紅遍全港，迅速奠定了王菲在樂壇的地位，并使其躍升香港一線女歌手行列。此時她的曲風仍以港式商業流行樂為主，但R&B和靈魂樂唱法技巧日漸嫻熟。專輯仍然有大量改編曲，而原創曲方面，她本人則表示很喜歡《Kisses in the Wind》。
1993年2月5日，王菲推出第五張專輯《執迷不悔》。专辑同名曲有粵語和國語兩版，國語版由王菲作詞，也是其代表作之一。同年9月，推出第六張專輯《十萬個為什麼？》，此專輯標示著王菲樂風轉變的開始。她在詞曲上開始體現出更多本人對待生活的態度，并逐漸參與專輯的製作過程，包括創作、造型、封面概念等；《動心》更是其第一次親自包辦詞曲的作品。專輯共11首歌，其中改編自美國另類女歌手多莉·艾莫絲名曲《Silent All These Years》的《冷戰》入選1994年度十大中文金曲頒獎音樂會的「十大中文金曲」。
同年10月，王菲推出首張EP《如風 Autumn Version》即如風秋天版本，此成為首張EP登上香港IFPI銷量榜的EP。
1994年，王菲一共推出了4張全新大碟（2張國語和2張粵語交錯推出）、1張EP和1張精選，并于年底在紅館一連舉辦18場演唱會，打破新人演唱會記錄。這一年她穩穩佔據了香港樂壇天后的地位，翌年還獲得十大勁歌金曲頒獎典禮的最受歡迎女歌星獎。在影视方面，由王菲主演的名導王家衛的電影《重慶森林》於年中上映，其在影片中的表現備受好評。
4月，王菲以藝名「王靖雯」在台灣發行了首張國語專輯《迷》。此张专辑一经發售便迅速登上唱片銷售榜首位，以超過45萬张的銷量成為台灣上半年女歌手专辑销量之冠，并躋身台灣1994年度10大暢銷專輯之列；最后單單在台灣的累計銷量就突破80萬張。專輯主打歌《我願意》有管弦樂和弦樂兩個版本，也是王菲迄今最為人知的代表作之一。
1994年，王菲在香港改回了本名，先於5月推出EP《Faye Disc》，6月正式以「王菲」的名義推出粵語專輯《胡思亂想》，封面充滿了殘缺不全的漢字。這是王菲音樂事業上的重大轉捩點，其表现主要有四：真正拋棄港式流行樂模式，大膽融入英倫音樂元素；形成了製作人梁榮駿加作曲、編曲人C.Y. Kong、Alex San、Adrian Chan的固定製作班底；正式重用填詞人林夕；開始與內地音樂界合作，使其后的作品與當時的香港樂壇風格迥然不同。專輯共收錄10首歌曲，其中有4首原創歌曲，包括編曲帶中國风格的《誓言》，由C.Y. Kong作曲、林夕填詞，切合專輯主題的《夢遊》等；6首翻唱歌曲，包括蘇格蘭後龐克樂隊Cocteau Twins的兩首歌、台灣歌手張宇的兩首歌、愛爾蘭樂隊小紅莓的代表作《Dreams》等。
同年11月，王菲發行第二張國語專輯《天空》，此專輯推出不到20天在台銷量便突破50萬張，一个月即达到60万张的销量。《天空》拋棄了前一張《迷》以改編粵語歌為主的做法，收錄的幾乎都是台灣音樂人的原創曲。同名主打歌《天空》是王菲的又一首代表作，同樣備受推崇的曲目還有《棋子》、清唱開頭的《矜持》和拖音吟唱的《天使》，先前和竇唯合作的《誓言》也再次收錄其中。王菲在專輯封面上的造型也是其經典造型之一，鼻飾、耳飾和髮型有濃厚的歐美嬉皮色彩。1995年，《天空》在台灣的累計銷量突破100萬張，是王菲在台灣銷售量最高的專輯。
12月，推出粵語大碟《討好自己》，藝名「王靖雯」被最後一次使用，專輯封面由王菲親自設計。以“逃避現實”的態度貫穿在專輯的主題中。王菲在這張專輯開始嘗試作曲，創作了《討好自己》和《出路》。而北京音樂人張亞東首次為她寫了旋律縹緲的歌《飄》，後來他與王菲合作越來越頻繁，成為影響她音樂事業的另一個重要人物。

### 1995年－1997年
1995年7月，王菲發表向鄧麗君致敬的翻唱專輯《菲靡靡之音》。王菲一直視鄧麗君為偶像，鄧麗君去世前，陳小寶曾提議眾歌手合作出一張對鄧麗君的致敬專輯，王菲也在受邀之列，其中有一首新歌還打算讓她與鄧麗君合唱。王菲提出希望能演唱整張專輯，便有了製作《菲靡靡之音》的想法。然而唱片剛錄了一個禮拜，就傳來鄧麗君病故的消息。王菲的版本經過重新編曲和演繹，在风格上有所革新。專輯成績輝煌，台灣銷量達50萬，香港逾10萬（1995年年度第6名），新加坡逾6萬（获选SPVA年度最暢銷女歌手專輯），累計總銷量破百萬。
同年9月，王菲推出EP《一人分飾兩角》，收錄5首歌曲及1首卡啦OK伴奏，同名歌曲《一人分飾兩角》是唯一新歌，邀請來香港獨立樂隊AMK進行合作。
同年12月，王菲推出粵語專輯《Di-Dar》，也是其音樂生涯最後一張粵語專輯。一共收錄10首歌曲，曲名全部由兩個漢字或音節构成。除國語歌《流星》外，9首粵語歌全部由林夕負責填詞，當中《Di-Dar》和《假期》2首由王菲自己譜曲。專輯採用英倫迷幻樂風，編曲精緻、氣氛詭譎，極富概念碟意味。在专辑的封面和內頁，王菲的髮型和服裝都以蝴蝶為背景襯托，十分華麗；而MV則瀰漫著頹廢的情緒。專輯在香港十分暢銷，破下一张专辑夺下五首冠军单曲的纪录并保持至今，在新加坡也以3萬張的銷量成為年度最暢銷粵語專輯。
1996年6月，王菲推出國語專輯《浮躁》，這張專輯將她個人的音樂風格表现到極致。早前在王菲翻唱了Cocteau Twins兩首歌之後，雙方便開始緊密合作，王菲還在該樂隊同年發的專輯《Milk and Kisses》的亞洲版中合唱了歌曲《Serpentskirt》。這次Cocteau Twins更是為她量身訂做了《分裂》和《掃興》两首歌曲，為大碟塗上了一層迷幻的色彩；專輯宣傳時也以此作為一大賣點。同年10月14日，王菲成為繼鞏俐後，第二位登上《時代》亞洲版週刊封面的華人藝人。
1997年，新藝寶先後於2月、5月为王菲推出了兩張EP，分别是《玩具》和《自便》。《玩具》中有5首新曲，王菲在其中開始嘗試童音式的演唱技巧。EP裡有兩首經典的抒情歌：《約定》和《暗湧》，後來台灣女歌手周蕙將《約定》改編成國語版也頗受歡迎。EP封面是王菲懷孕時所拍，內頁只有歌詞，沒有宣傳照。《玩具》在香港發售首日已達到雙白金銷量，總銷量超過15萬（出貨量20萬）。而《自便》的封面是她的舊照，這張EP收錄了3首新粵語歌和3首舊作的舞曲混音版。其中，《守護天使》是香港樂隊Beyond的黃家強之作，延續了王菲慣有的Dream pop曲風。這兩張合計共8首新歌的EP，皆為王菲在1996年底前就錄製好的作品，曲目也足夠編製為一張完整的粵語專輯。不過當時王菲與新藝寶的合約已經到期，因此剩下的2首歌曲各別收錄在新藝寶後來為她推出的兩張精選輯中作為新歌，分別是1997年《菲賣品》中的《不得了》和2002年《Faye Best》中的《心驚膽戰》。
1997年5月，產後復出的王菲与百代唱片（EMI）以6000万港币的价格签下了代理发行5张唱片的合同。同年，原公司新藝寶也為王菲推出精選集《菲賣品》，收錄了王菲的經典國語舊作和一首粵語新歌《不得了》。专辑在台灣的销量累計破40萬（截至1997年11月3日台灣銷量獲IFPI認證為30萬），在新加坡也有近3萬的銷量。
1997年9月，王菲發行加入新東家之後的全新專輯《王菲》。有別於上一張《浮躁》的藝術嘗試，這次的专辑风格較注重主流和另類的平衡。專輯總體慵懶、柔和，瀰漫著一種心滿意足的態度。她也剔除了花俏的演唱技巧，很多歌的演唱都仿似漫不經心，如主打曲《你快樂所以我快樂》和流行搖滾風的《悶》。專輯共有10首歌，流傳較廣的除了《你快樂所以我快樂》和《悶》外還有：最後一次翻唱Cocteau Twins的不插電抒情小品《懷念》；真假音切換自如的《我也不想這樣》；以及日本歌后中島美雪特地為王菲作的曲《人間》。

### 1998年－2001年
1998年10月，王菲推出國語專輯《唱遊》，這是華語流行樂壇第一張使用HDCD（高解析度CD）技術錄製的唱片。專輯整體風格繽紛而大氣，王菲的唱風也一掃上張專輯的慵懶和簡單，運用了美聲、拖音、氣聲等多種技巧。時隔兩年，她再次自己譜曲：《感情生活》、《臉》、《小聰明》、與竇唯為女兒竇靖童譜寫的《童》。主打抒情歌《償還》（普通話版為《紅豆》）膾炙人口，KTV點播率高居不下。在唱片內頁中她還以罕見的活潑可愛一面示人，封面與MV中的「曬傷粧」、「衝天辮」等造型亦引發了娛樂界的模仿風。專輯在馬來西亞的銷量逾10萬；日本銷量逾15萬（截止1999年1月約9萬；同年3月3日的日本改版因收入《Eyes On Me》Oricon銷量超過6萬）；在新加坡熱賣，被列入SPVA周銷量榜的前十名长达六個月，最後成為1999年SPVA年度最暢銷專輯；隨著内地市場全面打開，全亞洲銷量更突破250萬張。
1999年2月，單曲《Eyes on Me》在日本發售，標題曲是日本PlayStation遊戲《Final Fantasy VIII》的主題曲（應植松伸夫之邀）。单曲在3週內賣破50萬张，打入日本Oricon公信榜的Top 10，創下了中國歌手、也是非日本籍亞洲歌手的新紀錄，以及遊戲音樂最高銷量的世界纪录記錄；單曲在「公信榜國際單曲榜」上連續19週排行第一，一共佔據榜首21週，也是一項新紀錄。这张单曲亦在2000年3月日本第14屆金唱片大賞上獲得「年度歌曲」的最高榮譽，是第一首獲得金唱片獎的遊戲歌曲；王菲也是首位獲得此殊榮的亞洲歌手。
1999年7月，王菲以《王菲 (1997)》、《唱遊》和《Eyes on Me》在馬來西亞超過25萬張的銷量，獲大馬唱片公司頒發10白金認證，而她也於1997、1998連續兩年蟬聯馬來西亞最暢銷女歌手。1999年9月，王菲推出國語專輯《只愛陌生人》。再加上同年6月的精選辑《但願人長久》拿下第9名（香港年度第6名）使王菲以三張專輯打入新加坡SPVA年度國語銷量榜，史無前例成為該年度新加坡的最暢銷歌手。《只愛陌生人》發行後不久台灣發生921大地震，王菲心系台湾灾情，宣布停止一切在台湾的专辑宣传活动，并积极参与到赈灾活动中。
2000年3月，王菲被列入金氏世界紀錄，成為銷量最高的香港女歌手：截至2000年3月，王菲20張專輯有據可考的銷量達到970萬張；但因爲大陸沒有官方唱片統計機構，内地版權是一次性買斷的，沒有版稅，故大陆销量并未被计入。同年10月，王菲發行國語專輯《寓言》。該專輯為王菲暨1996年《浮躁》之後第二次在國語大碟上的藝術嘗試。
2001年，王菲推出在EMI的最後一張唱片《王菲》。該專輯的製作人員大換血，合作了10多年、為王菲監製了14張大碟的製作人梁榮駿離開，換成香港音樂人梁翹柏；歌曲創作者则是風格迥異的各地音樂人，因此整體曲風和以往差異很大。王菲這次沒有自我創作，張亞東也沒有參與，但林夕仍然負責了大半歌詞。同年10月和11月，她在大阪與東京武道館再舉行演唱會（全面體演唱會）。

### 2002年－2008年
2002年，王菲與新力唱片簽約。年底，為慶祝日本天后松任谷由実出道30週年，一眾日本歌手演唱她的著名曲目謹以紀念，王菲也受邀演唱了《Valentine's Radio》。2003年11月，推出全新國語專輯《將愛》。除專輯同名曲外，整體音樂氛圍大致上安靜輕鬆。大多數歌曲的名字都是詞語的縮寫，如主打歌「將愛」就是「將愛進行到底」的縮略。專輯發賣僅一週出貨量（非實際銷量）在亞洲地區便突破100萬。在新加坡發片5天銷量便破萬，很快便成爲白金唱片（1萬5），亦獲得2003年IFPI香港十大銷量國語唱片獎、台灣中華音樂人交流協會2003年十大專輯。2004年，王菲憑《將愛》入圍第15屆金曲獎8項大獎，最終奪下最佳國語女演唱人獎。同期，王菲為《英雄》（2002年上映）、《我愛你》（2003年上映）和中國電視劇《笑傲江湖》（2001年首播）、《天龍八部》（2003年首播）演唱主題曲。
2005年5月底，王菲的經紀人陳家瑛向媒體證實，王菲已「無限期休息」。此後，LiveNation以1亿港币邀请王菲复出，奥组委以300万人民币邀请王菲在北京奥运会开幕式演唱主題曲，都被拒绝。2008年5月，久休的王菲在央视汶川地震赈灾晚会上与陈奕迅、杨乃文、阿牛合唱《但愿人长久》。

### 2009年-至今

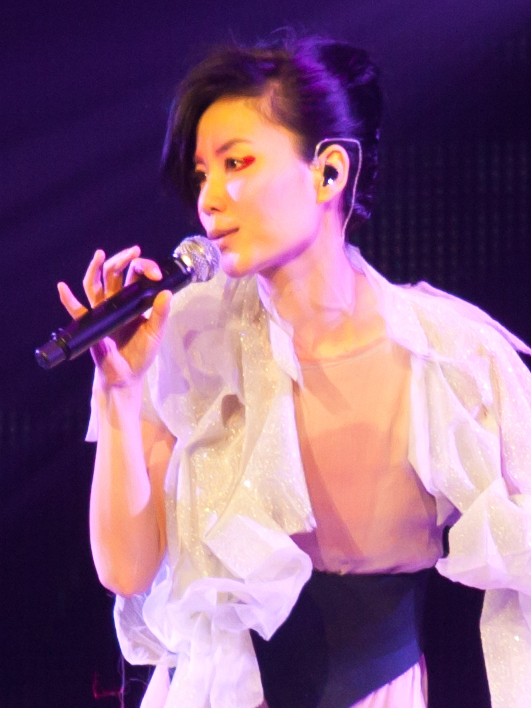
巡唱，2011年

2009年3月，王菲接拍洗髮水廣告。5月，王菲在“陕西法门寺合十舍利塔落成暨佛指舍利安奉大典大型晚会”献唱《心经》。
2010年中央電視台春節聯歡晚會，王菲以《傳奇》一曲正式复出。在2010年10月29日到2012年6月9日期间，王菲共举行了46场《巡唱》演唱会。
2012年中央电视台春节联欢晚会，王菲与陈奕迅合唱电影主题曲《因为爱情》。
2014年9月，王菲同梁朝偉在香港出席《爱的六字真言》祈愿点灯晚会，一起演唱《心經》（廣東話版）。
2015年5月8日，適逢鄧麗君逝世二十週年，由王菲與鄧麗君跨時空對唱的歌曲《清平調》。
2016年12月30日，王菲在中国上海梅赛德斯-奔驰文化中心举办一场个人演唱会《幻乐一场》，该演唱会使用了VR技术并网络直播。
2018年2月15日，王菲與好友那英時隔20年之後，再次共同登上中央電視台春節聯歡晚會，獻唱《歲月》。同年，王菲参与湖南衛視音乐类综艺节目《幻樂之城》和中国中央电视台文博探索类节目《国家宝藏(第二季)》。
2020年5月4日王菲参加「相信未来（义演）」，与常石磊演唱歌曲《人间》；9月9日王菲在优酷開啟個人首個K歌秀，最後一首歌與馬雲隔空連麦對唱許茹芸的《如果雲知道》。
2021年9月21日中秋夜，王菲为湾区升明月－2021年大湾区中秋电影音乐晚会演唱主题曲《湾》。
2025年1月28日，王菲時隔7年再度登上中央廣播電視總台春晚，獻唱“春晚特别单曲”《世界贈予我的》。
王菲復出後不定期發布單曲，主要為電影主題曲，包括《因為爱情》（2011年）《致青春》（2013年）《匆匆那年》（2014年）《我和我的祖国》（2019年）《如愿》（2021年）《归途有风》（2022年）等。

## 戲劇
王菲早期參與一些有名的香港電視劇之拍攝，如《原振俠》、《壹號皇庭II》等，但歌壇天后地位確立後就離開了電視屏幕。直到2001年受邀赴日拍攝日劇《ウソコイ》(中譯《大話姻緣》或《弄假成真》)，成為首位出演日劇女主角的華人。
電影方面，王菲憑著《重慶森林》的演出於1996年獲得瑞典斯德哥爾摩電影節最佳女演员。導演王家衛也曾多次公開讚賞王菲的演技，稱其為「天生的演員」，認為她具有最好的「肢體表現(body motion)」：「就一個人在鏡頭前的一些動作，整個畫面就活過來了」。并表示「沒有人能取代阿菲，她不拍戲真的好可惜」。美国导演昆汀·塔伦蒂诺称赞王菲在《重庆森林》中的表演，「但凡看过这部电影的人都会为她心动」。
2000年，王菲与张国荣和梁家辉主演的电影《恋战冲绳》上映，王菲在电影中献出了自己的荧幕初吻。
2002年，王菲与梁朝伟、赵薇共同主演喜剧片《天下无双》，并凭借该片获得第22届香港电影金像奖最佳女主角奖提名以及第9届香港电影评论学会最佳女演员奖 。
2004年，王菲主演的电影《大城小事》和《2046》上映。

## 個人生活

### 感情生活
1990-1992年，王菲与黑豹乐队键盘手栾树恋爱。1993年，王菲第一次向媒体暗示她和窦唯的亲密关系：“我可以说，我们现在的确很要好。”1994年9月，竇唯初戀姜昕退出與窦唯、王菲的三角戀。對於王菲是第三者的說法，姜昕認為“没有王菲，也会有李菲。”同年，窦唯与摄影师高原因拍摄《黑梦》唱片的封套相识。
1996年7月，王菲与竇唯奉孕成婚。1997年1月3日，王菲在北京協和醫院生下女儿竇靖童。1999年3月初，窦唯带着高原在日本东京的一家餐馆吃饭時，被香港狗仔队追问女方身分，窦唯回答：“她叫高原，是我的爱人。” 3月25日，王菲前往律师楼，单方面签署分居协议。8月，窦唯与王菲正式离婚，竇靖童撫養權歸於王菲。
2000年3月，王菲和谢霆锋被媒体拍下两人在酒吧举止亲密的照片，传出“姐弟恋”，但两人否认。5月，谢霆锋在中环拍摄广告，王菲在酒店露台用对讲机传情。同月，谢霆锋飞冲绳探班拍摄《恋战冲绳》的王菲。6月11日，王菲和谢霆锋在梁朝伟《花样年华》庆功宴后牵手离场，公开恋情。2001年5月，谢霆锋在《明报周刊》采访中认定王菲为结婚对象。11月，谢霆锋开记者会澄清与郑秀文绯闻，大骂媒体，称王菲「我的女人」。2002年起，媒体传谢霆锋与張柏芝关系暧昧。3月24日，「顶包案」发生，当晚谢霆锋和张柏芝在一起消遣，凌晨分别乘车离开，谢霆锋驾车在前，张柏芝的车紧跟其后，不料发生车祸，谢霆锋迅速登上张柏芝的奔驰车离开。4月13日，谢霆锋因「顶包案」在张柏芝家中被捕；同月谢霆锋宣布同王菲分手，但强调没有第三者。6月谢霆锋与王菲复合。7月，张柏芝承认与谢霆锋分手。10月，谢霆锋宣判当天，王菲加盟索尼唱片，对于谢霆锋被宣判事件评价道：「我觉得做人坦白同诚信是基础，如果连坦白同诚实都做不到，根本你讲什么都是废话。」。
2003年年初，王菲在北京录制专辑期间，开始与李亚鹏来往。随后数月，二手玫瑰主唱梁龙称与王菲短暂交往。5月，王菲探班在云南拍戏的谢霆锋，二人復合。6月，两人在北京高调牵手。8月7日，李亚鹏包私人飞机飞上海为王菲办生日宴，谢霆锋留在香港陪伴梅艳芳未出席。9月，王菲和谢霆锋一起买戒指。11月，王菲与谢霆锋二度分手。12月，王菲生病期間，李亞鵬飞到上海照料。2004年，王菲和李亞鵬关系曝光；同年12月9日，李亚鹏以王菲男友身份，亮相刘嘉玲生日派对。2005年7月28日，王菲和李亚鹏在新疆烏魯木齊正式登記結婚，並於北京後海的「小王府」飯店開擺了只有家人密友參與的婚宴。王菲二婚后开始淡出娛樂圈。
2006年，王菲於北京協和醫院產下第二個女兒李嫣。8月12日，李亞鵬透過其網誌證實女兒天生裂顎，赴美國矯型就醫，其後夫婦兩成立了嫣然天使基金，為兔唇嬰兒提供協助。2008年8月，經理人陳家瑛親證王菲已第三度懷孕。但同年9月傳出王菲流產，陳家瑛接受記者訪問時則說﹕「這是一個美麗的誤會，是我自己聽錯啦，阿菲並沒有懷孕。」
2013年9月13日晚間，王菲在個人微博宣布离婚：「這一世，夫妻緣盡至此。我還好，你也保重。」李亞鵬随后也发布离婚声明，称「我要的是一个家庭，你却注定是一个传奇」，表示女兒與会其一起生活，且婚內財務獨立因此沒有財產分配問題。王菲於9月18日下午在微博了回應了有關婚變的報導：「婚是我要離的，没有第三者，没有婆媳不和，不牽扯財務問題，不是悲情狗血劇，和平分手，換一種方式相處，對孩子来說，我們仍然是一家人，謝謝李亞鵬用愛和理智包容這一切，感恩！內甚麼，不會出家」。
2014年，王菲、谢霆锋復合。

### 其他
王菲篤信佛教，曾錄製多首佛經歌曲，出席佛典表演。
王菲在淡出娱乐圈後戒烟酒，並曾茹素多年。2008和2011年，王菲被亚洲善待动物组织评选为“亚洲最性感素食女星”。

## 评价

### 自我評價
在写真集《Faye To Face》中王菲这样描述自己：
她是个俗人，音乐上有点儿小天分，又赶上一个好时代，让她能把那点儿天分发挥到极致，所以她是个幸运的人，我是这么看的。如果她清楚这一点，她应该知足，她的能力仅限于此。她应该独善其身，好好过她的日子，尽情领悟她的真理，避免滔滔不绝地与人分享她那些人生感悟。 
要放弃说教，放弃一副看透了的样子，以及永远别想脱俗。她爱唱，那她应该自由地唱，不要有使命感。音乐不是武器，用她去征服别人，不要将它崇高化，把它当成玩具。别在意那些玩具比赛，不然会忽略玩具的乐趣。既不应抗拒赞赏，也不用放在心上。遇到诋毁，最好无动于衷。对各式评价一视同仁。如果厌倦就放弃，可以留恋，但不应被它刺痛。
不应拘泥于形象，无论所谓的形象曾经给她带来过什么。要自然，不要刻意地自然。要恍惚地面对世界，笔直地面对自己。她应该正常的爱与不爱，千万别在乎名誉，那让人深度虚伪的东西。在浮出水面之前，她和我们一样挣扎。

她没有比别人更高尚，只是没有比别人更卑劣。

### 媒体对王菲的评价
央视网：
王菲歌美、人靓、国际知名度高、人格魅力足。尽管隐退多年，王菲的天后地位一直无人能撼动。王菲的外形、造型和曲风都很国际化，那么多年都没有过时，也是国际上公认的中国天后，由她来演唱主题歌，很给国人长脸。王菲出道多年，除了靠实力打拼，自身的人格魅力也很给自己加分。她没有出过什么负面报道，私人生活上，给公众的印象始终是个敢爱敢恨的女人，虽说在个性上特立独行，但始终是个很完美的中国女性。
CNN：
王菲常被誉为粤语歌坛女皇，但这一描述并不准确。虽然她是香港目前最受欢迎的女歌手，但这位出身北京的天后同时用普通话和粤语低吟浅唱。她的影响力远不止香港，她朗朗上口的情歌甚至响遍了中国大陆最偏远的省份，以及台湾和东南亚的华人社会。她被那些渴望走出本土市场的内地艺术家们视为榜样，因为王菲通过音乐做到了许多政客都做不到的事情：把香港、台湾和中国大陆的人们团结起来，不管他们的政治倾向如何。 

### 名人对王菲的评价
乐评人、《人物汇报》总编辑李皖：
王菲是「时代偶像」。所谓时代偶像，就是超出了音乐范畴，而具有普遍流行意义的时尚符号。王菲是20世纪末叶音乐全球化浪潮中中国最大的代表，汇聚了华语流行音乐的时代风云人物，共同反映出世纪之交两岸三地的精华成果，以大众流行音乐的形式、“时代偶像”的征服力，向大众做了最广泛最有力的普及。将当代西方音乐的前沿成就融入在地创作时做到了「引领潮流、创新时尚」，却不失个人自己的生命感受和华人自己的文化脉络。
华语导演王家衛曾多次公開讚賞王菲的演技，稱其為「天生的演員」，認為她具有最好的「肢體表現(body motion)」：「就一個人在鏡頭前的一些動作，整個畫面就活過來了」。并表示「沒有人能取代阿菲，她不拍戲真的好可惜」。王家卫称王菲是他认为最性感的女明星，还说道王菲有一种“不以为自己性感的性感”。 接受美联社专访时王家卫对于王菲的才华赞赏有加，甚至公开表示自己的崇拜：“王菲在《重庆森林》和《2046》中都有光彩夺目的表演。我非常崇拜她，因为她的天才，也因为她的性格。”

音乐人张亚东：
她一直都是偶像，她拥有那些在中国音乐史上都堪称最伟大的作品。

美国导演昆汀：
王菲是香港如今最受欢迎的摇滚巨星，她是个了不起的音乐艺术家，这（《重庆森林》）是她的第一部电影。她相当于华语乐坛的麦当娜，她第一次演戏就偷走了每个人的心，她棒极了。我想如果不配着王菲雀跃的舞姿，我是无法再欣赏《加州之梦》这首歌的。她是最好的，但凡看过这部电影的人都会为她心动。

华语歌手张学友：
"阿菲是华语乐坛的骄傲，我一直欣赏她。

华语艺人张国荣：
王菲是唱歌的天才。

## 影响
王菲被英国路透社、中国人民网、美国CNN等全球多家媒体媒体誉为「歌坛天后」。美国《CNN》介绍王菲为「粤语流行女皇」，称她是「大陆艺术家的榜样」，并称「她的音乐可以将两岸三地的人凝聚在一起，不论他们政治倾向如何」。中国国际广播电台在报道王菲复出消息时评价“王菲代表着某个流行音乐时代、某种潮流，以及一种独特的愿景”。王菲在海内外歌坛和影坛都具有不俗影响力，许多文艺作品以王菲为灵感，并有许多艺人与创作者深受王菲影响，如满岛光、吴青峰、田馥甄、孙燕姿、蔡依林、江美琪、单依纯等。
- 1993年，张元的电影《北京杂种》的主角原型为王菲。[115]
- 1996年，美国乐队J Church以单曲《(I Want To See) Faye Wong》致敬王菲。[116]
- 1999年，江美琪以出道首张专辑《我爱王菲》致敬王菲。[117]
- 2000年，史泰龙电影《大开杀戒（英语：Get Carter (2000 film)）》采用王菲的歌曲《只爱陌生人》为插曲。[118]
- 2001年，岩井俊二执导的电影《关于莉莉周的一切》上映，其表示该影片以王菲为灵感和发展线索。[119]
- 2001年，黄舒骏专辑《改变1995》中，同名主打歌以王菲使用艺名王靖雯的事件作为描写世事变迁的线索。[120]
- 2003年，蜷川幸雄编剧并指导的电影《青之炎》中，主角之一的偶像是王菲。[121]
- 2004年，My Little Airport在首张专辑《在动物园散步才是正经事》中以歌曲《王菲，关于你的眉》致敬王菲。
- 2004年，薛凯琪在出道首张专辑《'F' Debut》的歌曲《拂晓》中以歌词致敬王菲。
- 2005年，与非门乐队在专辑《11》和《A逻辑》中以歌曲《王菲的回眸》致敬王菲。[122]
- 2007年，中国首科月球探测器嫦娥一号搭载王菲的歌曲《但愿人长久》升空，并于中秋节将这首歌传回地球播放以示祝福。[123]
- 2008年，王菲被善待动物组织评为“亚洲最性感素食主义者”。[124]并在2011年再次获得该称号。[125]
- 2010年，田馥甄发行的专辑《To Hebe》中的同名主打歌以歌词致敬王菲。
- 2011年，刘惜君在专辑《拂晓》的歌曲《怎么唱情歌》以歌词致敬王菲。
- 2015年，陈柏宇在专辑《Escape》的歌曲《别来无恙》中以歌词致敬王菲。
- 2020年，第92届奥斯卡金像奖颁奖典礼致敬王菲在电影《重庆森林》中的经典镜头。[126][127]
- 2020年，温室杂草以歌曲《在這個年代我們不浪漫》致敬王菲。[128][129]
- 2022年，王菲的单人特写被奥斯卡官网用作“农历新年观影指南”的全平台封面所致敬。[130]
- 2023年，王菲的单人特写连续第2年被奥斯卡官网用作“农历新年观影指南”的全平台封面所致敬。[131]
- 2023年，王菲被格莱美奖誉为“塑造了粤语流行”的10位艺术家之一。[132]
- 2023年，时装品牌Fetico在东京时装周举办的2024年春夏时装秀以王菲为灵感缪斯。[133]
- 2024年，王菲的单人特写连续第3年被奥斯卡官网用作“农历新年观影指南”的全平台封面所致敬[134]。
- 2024年，满岛光翻唱王菲歌曲《梦中人》以致敬王菲。[135]满岛光称王菲是她演艺事业的“缪斯”，其深受王菲影响而进入演艺圈，开启其演戏与歌唱的事业。[136][137]
- 2025年，妮可基德曼主演的美剧《外派人员》采用王菲的歌曲《Summer of Love》为背景音乐。[138]
- 2025年，美剧《绝望写手》第四季在结尾采用王菲的歌曲《梦中人》为背景音乐，并播放长达3分44秒。[139]
- 2025年，国际天文学联合会正式将由杨光宇发现的编号第34815号小行星命名为“王菲星”，命名理由强调“王菲是华语乐坛传奇歌手、词曲创作者和演员，作为标志性的音乐人，她用空灵的嗓音和独特的艺术理念跨越文化边界，启发了无数人”。[140]

## 音樂作品
| - 王靖雯 (1989) - Everything (1990) - You're the Only One (1990) - Coming Home (1992) - 執迷不悔 (1993) - 十萬個為什麼？ (1993) - 胡思亂想 (1994) - 討好自己 (1994) - Di-Dar (1995) - 敷衍 (2015) | - 迷 (1994) - 天空 (1994) - 菲靡靡之音 (1995) - 浮躁 (1996) - 王菲 (1997) - 唱遊 (1998) - 只愛陌生人 (1999) - 寓言 (2000) - 王菲 (2001) - 將愛 (2003) |  |

## 演唱會

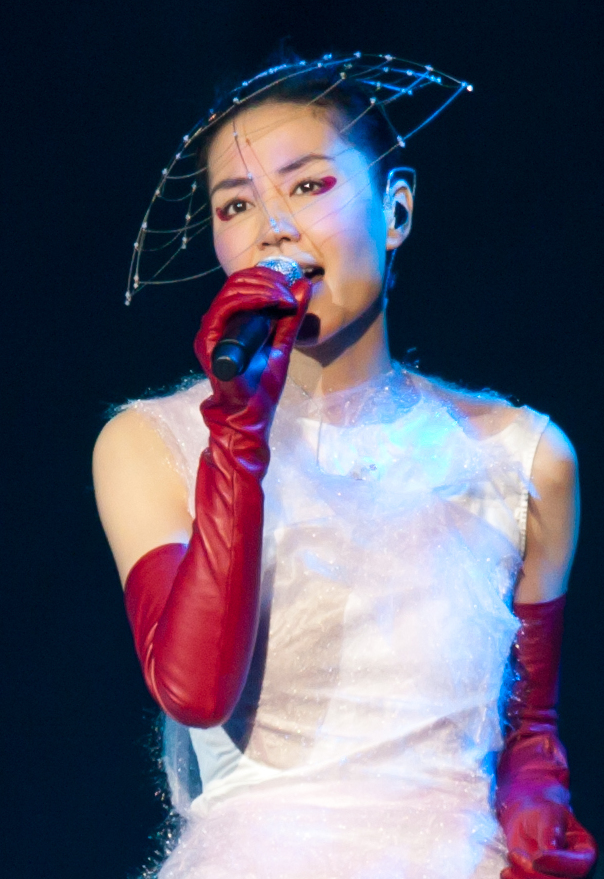
王菲2011年演唱會

- 王菲最精彩的演唱會（1994年 - 1995年）
- 唱遊大世界（1998年 - 2001年）
- 全面體演唱會（2001年）
- 菲比尋常（2003年 - 2005年）
- 巡唱（2010年 - 2012年）

## 演出作品
| 年份 | 名稱                                            | 角色       | 获奖与提名                            | 结果 |
| 1991 | Beyond日記之莫欺少年窮 （台譯：《只要我喜歡》） | Mary       |                                       |      |
| 1994 | 重慶森林                                        | 阿菲       | 1995年香港電影金像獎 最佳女主角       | 提名 |
| 1994 | 重慶森林                                        | 阿菲       | 第31屆金馬獎 最佳女主角               | 提名 |
| 1994 | 重慶森林                                        | 阿菲       | 斯德哥爾摩電影節 最佳女主角           | 獲獎 |
| 1994 | 重慶森林                                        | 阿菲       | 第一届香港电影评论学会大奖 最佳女演员 | 提名 |
| 2000 | 戀戰沖繩                                        | Jenny      |                                       |      |
| 2002 | 天下無雙                                        | 無雙長公主 | 2003年香港電影金像獎 最佳女主角       | 提名 |
| 2002 | 天下無雙                                        | 無雙長公主 | 第九届香港電影評論學會大獎 最佳女演员 | 獲獎 |
| 2004 | 大城小事                                        | 辛小月     |                                       |      |
| 2004 | 2046                                            | 王靖雯     | 华语电影传媒大奖 最佳女演员           | 提名 |

| 年份 | 名稱                                        | 角色            | 備註                    |
| 1990 | 別姬                                        | 美芳            | TVB電視電影             |
| 1993 | 原振俠                                      | 海棠            | TVB                     |
| 1993 | 壹號皇庭II                                  | 唐毓文（Mandy） | TVB                     |
| 1993 | 柏斯毚思我爱你                              | Patsy           | TVB梁朝伟王靖雯音乐特辑 |
| 1993 | 暢談普通話                                  | 白雪姬          | 香港電臺製作            |
| 1994 | 千歲情人                                    | 胭脂／步荊紅    | TVB，於1993年海外發行   |
| 1994 | 巨星浓情纯影集之愛情3加1                    | 阿菲(傳統女人)  | TVB劲歌剧场版           |
| 2001 | ウソコイ （譯名：《弄假成真》《大話姻緣》） | 林菲            | 日劇                    |

## 日本公信榜成績
| 類別 | 發售日期       | 作品名稱                                         | Oricon累計銷量(僅統計在榜期間銷量) | 最高排位 | 在榜週數 | 备注                                       |
| 單曲 | 1999年2月24日  | Eyes On Me (featured in Final Fantasy Ⅷ)         | 335,620張                          | 9        | 20       | - 洋乐单曲榜第1位（榜首21周） - 年榜第26位 |
| 單曲 | 2001年7月25日  | Separate Ways                                    | 76,990張                           | 14       | 10       |                                            |
| 單曲 | 2017年11月3日  | Eyes On Me                                       | 1,000张                            | 54       | 1        | 黑胶重制版                                 |
| 專輯 | 1999年3月3日   | チャン・ヨウ（歌あそび）スペシャル・エディション | 61,490張                           | 38       | 12       | 专辑《唱游》日本版                         |
| 專輯 | 1999年10月14日 | ラヴァーズ・アンド・ストレンジャーズ             | 11,610張                           | 44       | 3        | 专辑《只爱陌生人》日本版                   |
| 專輯 | 2001年2月16日  | フェイブル                                       | 7,720張                            | 69       | 2        | 专辑《寓言》日本版                         |
| 專輯 | 2001年10月15日 | 光の翼                                           | 26,540張                           | 19       | 4        | 专辑《王菲》日本版                         |
| 專輯 | 2023年9月27日  | ANXIETY（浮躁）                                  | 1,277张                            | 50       | 1        | 专辑《浮躁》黑胶版                         |
| 專輯 | 2023年9月27日  | DI-DAR                                           | 996张                              | 58       | 1        | 专辑《Di-Dar》黑胶版                       |
| 專輯 | 2023年9月27日  | マイ・フェイヴァリット                           | 838张                              | 61       | 1        | 专辑《菲靡靡之音》黑胶版                   |
| 專輯 | 2023年9月27日  | 背影（讨好自己）                                 | 722张                              | 67       | 1        | 专辑《讨好自己》黑胶版                     |

## 香港派台歌曲成績
该成绩表单显示出自1990年开始后王菲部分在香港派台歌曲的成绩。
| 各台冠軍歌總數 | 各台冠軍歌總數 | 各台冠軍歌總數 | 各台冠軍歌總數 | 各台冠軍歌總數    |
| -------------- | -------------- | -------------- | -------------- | ----------------- |
| 商业电台       | 香港电台       | 新城电台       | TVB            | 備註              |
| 29             | 21             | 11             | 19             | 四台冠軍歌總數：9 |
| 39             | 21             | 11             | 19             | 冠軍週數          |

其他地区榜单成绩请见王菲获奖与提名列表。

## 外部連結
- YouTube上的王菲頻道
- 王菲的Facebook專頁
- 王菲的新浪微博
- 王菲在互联网电影资料库（IMDb）上的資料（英文）
- 王菲在香港影庫上的簡介
- 王菲在豆瓣上的资料（简体中文）
- 王菲在时光网上的簡介（简体中文）